# Субрахманьян Чандрасекар
Субрахманьян Чандрасека́р (там. சுப்பிரமணியன் சந்திரசேகர், хинди सुब्रह्मण्यन् चंद्रशेखर, англ. Subrahmanyan Chandrasekhar; 19 октября 1910, Лахор, Британская Индия, ныне Пакистан — 21 августа 1995, Чикаго, США) — американский астрофизик и физик-теоретик индийского происхождения, лауреат Нобелевской премии по физике (1983).
Член Лондонского королевского общества (1944), Национальной академии наук США (1955), а также ряда академий наук и научных обществ, в том числе Индийской академии наук.

## Биография
Чандрасекар, по национальности тамил, родился в Лахоре, где его отец работал помощником аудитора железных дорог северо-запада Британской Индии. С восьми лет жил в Мадрасе. Племянник по отцовской линии известного физика, лауреата Нобелевской премии по физике 1930 года, Чандрасекара Венката Рамана.
Первоначально учился на дому до 12-летнего возраста, а затем в 1922—1925 годах посещал старшую школу в Трипликане (Мадрас). В 1930 году окончил Президентский колледж Мадрасского университета, получив степень бакалавра физики. Там же, вдохновлённый лекцией Арнольда Зоммерфельда и личным общением с немецким учёным, представил свою первую научную работу — «Эффект Комптона и Новая статистика» — в «Трудах» британского Королевского общества в 1929 году (в 18-летнем возрасте он вёл работу над 5 статьями одновременно). Помимо Зоммерфельда, ещё в Индии сумел пообщаться с Вернером Гейзенбергом, получил поддержку Мегнада Сахи и поддерживал переписку с Ральфом Фаулером. Поддерживал борьбу за независимость Индии, стал поклонником Джавахарлала Неру и посещал митинги (за что был оштрафован).
Благодаря стипендии Правительства Индии продолжил обучение в Тринити-колледже Кембриджского университета, где его научным руководителем был Ральф Фаулер. Он также занимался у Эдуарда Артура Милна. Лето 1931 года провёл в институте Макса Борна в Гёттингене. По совету Поля Дирака, который некоторое время замещал Фаулера в качестве руководителя, Чандрасекар год проучился в Северном институте теоретической физики в Копенгагене, где встречался с Нильсом Бором. В конце 1935 года случился печально известный инцидент на заседании Королевского астрономического общества в Лондоне, когда Артур Эддингтон в своём ответе публично высмеял выступление Чандрасекара, изложившего свои идеи и расчёты о возможности коллапсирования звёзд в белые карлики.
В 1933—1937 годах работал в Кембриджском университете, с 1937 года — в Йеркской обсерватории и преподавал в Чикагском университете, США (с 1942 в должности профессора). В годы Второй мировой войны принимал участие в работах, проводившихся в рамках Манхэттенского проекта.
В 1952—1971 годах возглавлял редакцию журнала «Astrophysical Journal». В 1983 году награждён Нобелевской премией по физике «За теоретические исследования физических процессов, играющих важную роль в строении и эволюции звёзд» (наряду с Уильямом Альфредом Фаулером).

## Научная деятельность
Основные работы посвящены гидродинамике, теории эволюции и внутреннего строения звёзд, звёздных атмосфер, звёздной динамики, теории чёрных дыр, стохастическим процессам.
Роджер Пенроуз рассматривает функцию из теории предела Чандрасекара
В 1931—1932 годах опубликовал первые статьи, посвящённые строению белых карликов. На основе анализа условий механического равновесия доказал существование предельной массы у белых карликов («предел Чандрасекара»). Звёзды, масса которых превышает предел Чандрасекара, минуют стадию белого карлика, продолжают сжиматься и сбрасывают газовую оболочку с образованием нейтронной звезды. Позднее создал полную теорию эволюции и внутреннего строения массивных звёзд. В 1942 году совместно с Марио Шёнбергом определил предел для изотермического ядра звезды, при превышении которого термоядерные реакции начинают идти в сферическом слое вне ядра звезды («предел Шёнберга — Чандрасекара»). Данные представления легли в основу моделей строения красных гигантов. Выдающимся результатом Чандрасекара в области черных дыр и квантовой теории полей, было разделение переменных в уравнении Дирака, описывающем электроны и фермионы, вообще, в пространстве- времени Керра вращающейся черной дыры.
Проанализировал процессы переноса излучения в звёздных атмосферах, предложил ряд методов для решения уравнений, используемых для описания этих процессов. На основе классической механики создал теорию звёздной динамики. Разработал математический аппарат теории возмущений чёрных дыр и использовал его для проверки устойчивости данных объектов.
В области гидродинамики рассмотрел процессы конвекции, в том числе в присутствии магнитного поля. Предложил вириальный метод решения задач гидродинамики и использовал его для анализа равновесия и устойчивости вращающейся гравитирующей жидкости.
В честь Чандрасекара названа орбитальная обсерватория «Чандра» («Chandra»).

## Награды
- Гиббсовская лекция (1946)
- Премия Генри Норриса Рассела (1949)
- Медаль Кэтрин Брюс (1952)
- Золотая медаль Королевского астрономического общества (1953)
- Премия Румфорда (1957)
- Мемориальные лекции Вейцмана (1960)
- Королевская медаль (1962)
- Силлимановская лекция (1962)
- Национальная научная медаль США (1966)
- Падма Вибхушан (1968)
- Премия памяти Рихтмайера (1969)
- Медаль Г. Дрэпера (1971)
- Премия Дэнни Хайнемана в области математической физики (1974)
- Лекция Карла Янского (1978)
- Премия Томалла (1981)
- Нобелевская премия по физике (1983)
- Медаль Копли (1984)
- Vainu Bappu Memorial Award, Индийская национальная академия наук, первый удостоенный (1985)
- Медаль Карла Шварцшильда (1986)
- Премия Гумбольдта [8]
- Премия Марселя Гроссмана (1994)

## Избранная библиография

### Монографии
- С. Чандрасекхар. Стохастические проблемы в физике и астрономии. — М.: Изд-во иностр. лит-ры, 1947.
- С. Чандрасекхар. Принципы звездной динамики. — М.: Изд-во иностр. лит-ры, 1948.
- С. Чандрасекхар. Введение в учение о строении звезд. — М.: Изд-во иностр. лит-ры, 1950.
- С. Чандрасекхар. Перенос лучистой энергии. — М.: Изд-во иностр. лит-ры, 1953.
- S. Chandrasekhar. Hydrodynamic and Hydromagnetic stability (англ.). — 1961.
- С. Чандрасекхар. Эллипсоидальные фигуры равновесия. — М.: Мир, 1973.
- С. Чандрасекар. Математическая теория черных дыр. — В 2 частях. — М.: Мир, 1986.

### Некоторые статьи
- С. Чандрасекхар. О возрастающем значении общей теории относительности для астрономии (Галлеевская лекция 1972 г.) // Успехи физических наук. — Российская академия наук, 1974. — Т. 112, вып. 2. — С. 309—323.
- С. Чандрасекхар. О звездах, их эволюции и устойчивости (Нобелевская лекция) // Успехи физических наук. — Российская академия наук, 1985. — Т. 145, вып. 3. — С. 489—506.